# Adoretus vietnamensis
Adoretus vietnamensis är en skalbaggsart som beskrevs av Frey 1970. Adoretus vietnamensis ingår i släktet Adoretus och familjen Rutelidae. Inga underarter finns listade i Catalogue of Life.